# Foiler
 (janvier 2024).
- Si vous ne connaissez pas le sujet, laissez ce bandeau (vous pouvez alors contacter les auteurs).
- Si vous supprimez le contenu mis en cause (vous pouvez préalablement contacter les auteurs),

argumentez précisément cette suppression dans la page de discussion
(un manque de référence n'est pas un argument ; une recherche réelle de référence doit avoir été effectuée, être formellement documentée).

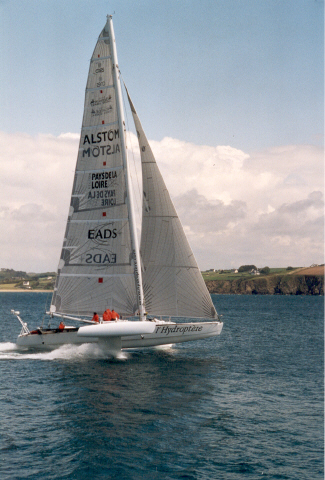
L'Hydroptère d’Alain Thébault.

Un foiler (prononcer "foï-l'heure") peut être défini comme un voilier monocoque ou multicoque qui utilise la portance dynamique (liée à la vitesse) de plusieurs foils (plans porteurs profilés et immergés) en remplacement ou en complément de la portance archimédienne de la coque ou des coques. Le terme « foiler » est dérivé du mot anglais foil.
- Selon une définition[De qui ?], un foiler est un hydroptère. En anglais le terme hydrofoiler ou foiler désigne effectivement un hydroptère. Cette définition semble internationale[réf. nécessaire].
- Selon une autre définition seulement française proposée pour la suite, un foiler n'est pas un hydroptère.[pas clair][réf. nécessaire]

Le néologisme francophone « foiler » (peu utilisé) est un verbe désignant l'action de naviguer en hydroptère, à partir du moment où seul le foil reste immergé en dynamique[réf. nécessaire].

## Différentes familles
Les hydrofoils montés sur des voiliers peuvent servir à sortir la coque complètement hors de l'eau (hydroptères) ou participer de façon plus ou moins importante à la stabilité transversale, en même temps qu'à la portance  (foilers et multicoques à foils d'appoint).

### Les hydroptères
Dans ce cas, les foils portent la totalité du poids du bateau dont la ou les coques sont hors de l'eau en dynamique. Exemples :
- le Monitor de Gordon Baker (américain), de 6 mètres de long, qui a dépassé les 30 nœuds en 1956[1] ;
- le Williwaw, trimaran de 9 mètres sur plan David Keiper, atteignant plus de 20 nœuds à la fin des années 1960[1] ;
- le catamaran Icarus sur une base de catamaran Tornado réalisé par J. Grogono entre 1969 et 1972, ou son principal concurrent le minuscule Mayfly de Philip Hansford[2] ;
- le prototype expérimental réalisé en 1976 pour Éric Tabarly à partir d'une coque de Tornado de 6 m de long ;
- L'Hydroptère d’Alain Thébault ;
- le catamaran Techniques Avancées de l'ENSTA ParisTech (présenté comme étant un foiler) ;
- le Hobbie Trifoiler TF22 par Greg Ketterman ;
- le Windrider Rave par Samuel Bradfield ;
- le Moth à foil ;
- le kitesurf à foil ;
- la planche à voile à foil ;
- la planche de surf à foil.

### Les foilers
Selon la définition retenue[Par qui ?], un foiler n'est pas conçu pour sortir de l'eau comme un hydroptère. Les foils sont là pour diminuer la surface mouillée en faisant déjauger le bateau et en permettant de diminuer la taille des flotteurs.
Dans cette catégorie, on trouve des foilers qui ne peuvent que très difficilement se passer de leurs foils :
- le Paul Ricard d’Éric Tabarly (1979) ;
- le Charles Heidsieck IV d'Alain Gabbay (1984), dessiné par Gilles Vaton ;
- le Gérard Lambert de Vincent Levy dessiné par VPLP (1984) ;
- le Sebago de Phil Stegall par Adrien Thomson.

On trouve aussi des foilers « mixtes » qui peuvent naviguer sans foil mais avec une perte importante de leurs capacités de vitesse :
- le Gautier ;
- l’Avenir & Meccarillos par Sylvestre Langevin ;
- le Ker Cadelac par Marc Lombard.

### Les trimarans à foils d’appoint
Il s’agit là de trimarans « classiques » qui utilisent des foils pour diminuer la surface mouillée et donc améliorer les performances mais qui disposent de flotteurs volumineux. Ils peuvent donc naviguer sans foils.
- l’Hydrofolie par Xavier Joubert (1979) ;
- les trimarans de 60 pieds de la classe ORMA ;
- le Groupama 3 de Franck Cammas par VPLP.

## Types de foils
Plusieurs types de foils sont utilisés sur les foilers :
- les foils à échelle (superposés) ; ils ne sont plus utilisés ;
- les foils en V, traversants la surface ;
- les foils obliques (à environ 45°), traversants ou immergés, développant une portance latérale anti-dérive et une portance verticale anti-roulis ;
- les foils en T ou en Y inversé [3], constamment immergés.

Les foils de type immergés sont peu sensibles à la ventilation.
La régulation de la portance peut être assurée par une variation de surface dans le cas de foils obliques traversants, ou par un asservissement mécanique, un capteur d'altitude ou « palpeur » commandant une variation du calage (et donc de l'incidence) dans le cas de foils immergés.

## Configuration des foils

### Hydroptères
Les hydroptères sont le plus souvent équipés de deux foils principaux, placés sur les flotteurs dans le cas des multicoques, assurant l'essentiel de la portance et de la stabilité transversale, et d'un foil arrière (placé en bas du safran) assurant la stabilité longitudinale. Le bateau est porté et stabilisé sur au moins trois points ; le Hobbie Trifoiler présente deux plans planants supplémentaires placés à l'avant.
La configuration dite « avion » est celle des hydroptères monocoques présentant un seul foil central porteur et un foil arrière stabilisateur (Moth à foil, 18 pieds australiens, engins de vitesse divers). Avec deux foils porteurs en ligne, on a la configuration « canard » ou « tandem ».

### Foilers
Les foilers et trimarans avec foils d’appoint sont le plus souvent équipés de deux foils placés sous les flotteurs. Le bateau est porté et stabilisé essentiellement par ses coques ; le foil latéral « sous le vent » participe à la portance et augmente le moment de redressement.

### Trimarans à foils d'appoint
Les foils utilisés sur les trimarans à foils d’appoint ont été au départ des foils obliques immergés.
Aujourd’hui, de plus en plus de trimarans de course sont équipés de foils courbes. La partie basse plus horizontale présente plus de portance (c'est la fonction principale), la partie haute plus verticale présente plus de portance anti-dérive. L'emplanture sur le flotteur se situe plus en profondeur donc plus à l’écart de l’interface air/eau et donc moins sujette à la ventilation.

## Historique

### Hydroptères

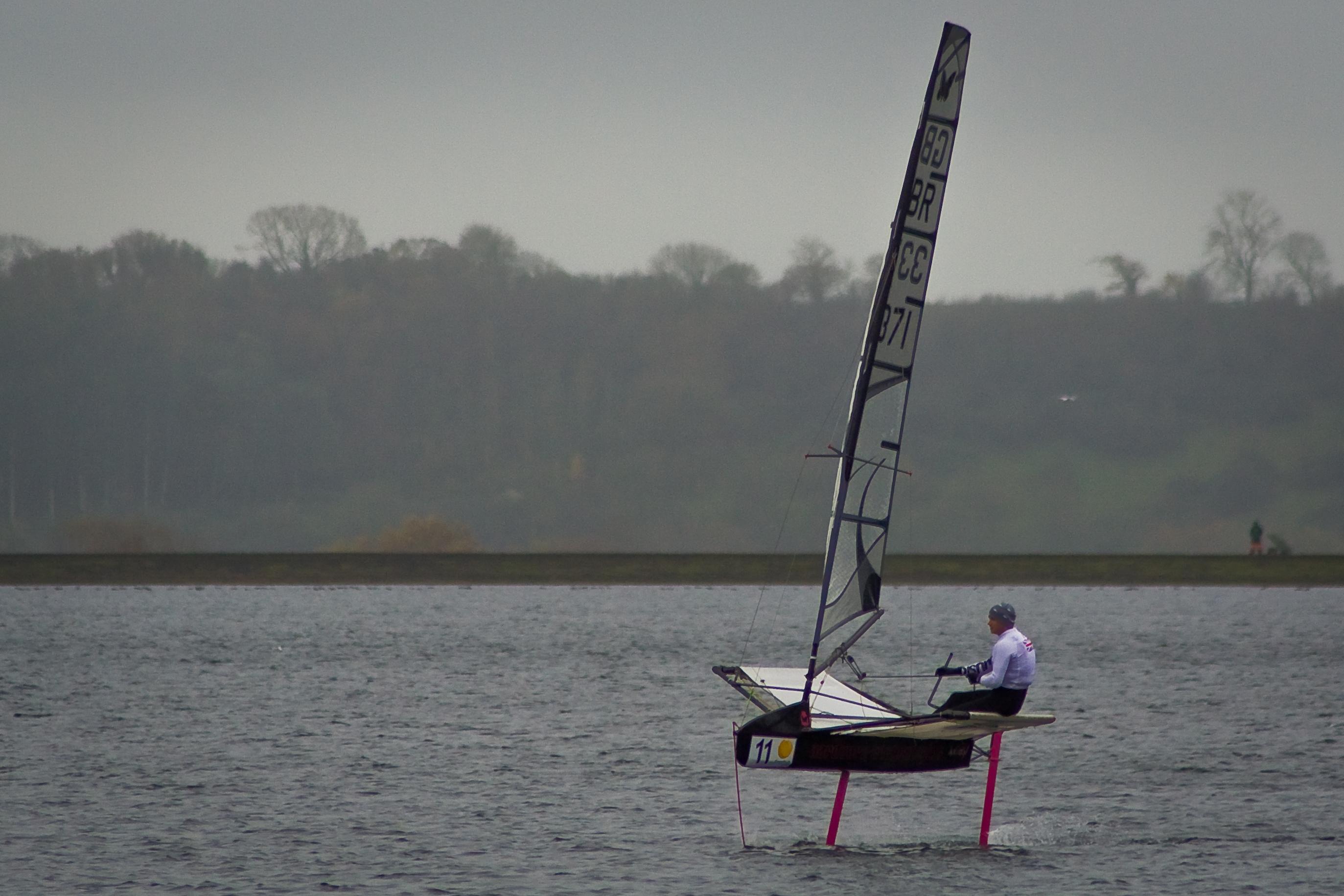
Moth à foil.

Sans doute le plus connu historiquement, le Monitor (américain), monocoque de 6 mètres de long, qui a dépassé les 30 nds en 1956 au cours d'essais.
Le Williwaw était un trimaran expérimental de croisière de 9 mètres sur plan David Keiper. Muni de foils à échelle (comme le monitor), il atteignait les 20 nds à la fin des années 1960.
Plus récent et mieux connu des amateurs de vitesse, le catamaran Icarus (un catamaran Tornado modifié) a été réalisé par James Grogono entre 1969 et 1972, avec différentes configurations de foils.
En 1976, pour valider le concept initial de Paul Ricard, Éric Tabarly a fait naviguer un hydroptère expérimental réalisé à partir d'une coque de Tornado de 6 m de long. Cet engin utilisait des foils principaux obliques perçant la surface et un foil arrière en T.
Depuis 2001, la tendance sur les voiliers de petite dimension (Moth Foiler de l'australien John Ilett ; 18 pieds australiens) est d'utiliser des foils en T immergés. Cette configuration s'est imposée depuis 2003 sans la série des Moth.

### Foilers
Un des premiers foilers fut en 1970, le trimaran en aluminium Mantis IV avec des flotteurs en forme de foils. À la fin des années 1970, Roland Tiercelin lança le Trimama, un foiler en aluminium muni de trois mâts (un sur chaque coque). Le Paul Ricard réalisé en 1979 devait être également un hydroptère mais les choix technologiques retenus en 1979 (structure aluminium) ne permettaient pas de réaliser un engin assez léger pour que la coque centrale sorte de l'eau. Le projet évolua en foiler.
1979, année faste pour les foilers, vit la mise à l’eau d’Hydrofolie dessiné par Xavier Joubert pour Alain Labbé et Loïc Caradec. Puis ce fut l’éclosion de Gautier, Gérard Lambert, Ker Cadelac, Charles Heidseick IV, Paca.
Plusieurs modèles de foilers de croisière ont été mis sur le marché comme le Foiler 680 par Michel Fortin (1983), le Dalibor en Australie ou plus récemment le Catri 27 (par Latvia). Il y eut même des foilers de loisirs type « trimaran de plage », exemple : le « Foiler ».
Les foilers ont donc connu leur heure de gloire au cours des années 1980. Depuis, les trimarans à foils d’appoint ont démontré une vitesse moyenne et surtout une plage d’utilisation plus grande que celle des purs foilers.
Depuis les années 1980, le cabinet VPLP(Marc Van Peteghem et Vincent Lauriot Prévost) a beaucoup travaillé sur les hydroptères (et contribué aussi à la naissance de L'Hydroptère). On lui doit le Formule 40 Biscuits Cantreau et les trimarans Bottin, Brocéliande, Foncia, Groupama, Géant entre autres et tout récemment le Maxi Banque Populaire V ou le trimaran Oracle BMW Racing, vainqueur de la Coupe de l'America 2010.
De temps en temps, de nouveaux projets fleurissent comme Némo de Jean-Philippe Delapierre (28 m) en construction à Nantes (2005-2006).

### Le novateurCharles Heidseick IV
Ce trimaran à foils révolutionnaire pour l’époque (septembre 1984), a malheureusement souffert d’une poids trop élevé. En plus de ses foils, ce bateau devait profiter de la grande surface de son bras de liaison profilé à flèche inverse : le bras sous le vent devant à grande vitesse créer une portance et un moment de redressement supplémentaires avec une traînée aérodynamique minimale grâce à l'effet de sol. Son mât-aile devait être basculant et ses voiles classiques remplacées par des voiles épaisses « gonflables ». Il a démontré un fort potentiel dans certaines conditions mais n’a jamais gagné de course.
On doit aussi au crayon de Gilles Vatonle trimaran Paca qui fut la suite logique et optimisée de son prédécesseur Charles Heidseick IV. Ce foiler s’est révélé bien plus performant, grâce principalement à un poids plus faible.